# Wendameen (goélette)
Le Wendameen, est une goélette historique normalement amarrée au Maine State Pier (en) à Portland, dans le Maine. Il s'agit d'une goélette gréée à deux mâts, construite en 1912 par le célèbre architecte naval John G. Alden. Elle est maintenant détenue et exploitée par la Portland Schooner Company, qui propose des excursions en voilier dans la baie de Casco, en utilisant Wendameen et Bagheera. Elle a été inscrite au registre national des lieux historiques le 26 mars 1992.

## Historique
Elle est équipée sous les ponts de cabines garnies d'acajou et a une capacité de charge nominale de 41 passagers.
La goélette auxiliaire Wendameen a été construite en 1912 pour l'homme d'affaires Chester Bliss par John G. Alden. Elle a été construite au chantier naval Adams à East Boothbay, dans le Maine. Elle est la vingt et unième conception de pêcheur récréatif exécutée par Alden, et est l'une des plus anciennes à avoir survécu. En 1915, Bliss la vendit à Erwin C. Uihlein, qui la pilota pendant environ 20 ans sur les Grands Lacs. En 1933, elle a été achetée par Gerald W. Ford, un concessionnaire de yachts. Sortie de l'eau et partiellement restaurée,elle languit à terre jusqu'à sa vente en 1985 à Neal Parker. Parker lui a donné une restauration complète et a commencé à l'utiliser pour des croisières  basées à Camden, dans le Maine. Elle appartient maintenant à la Portland Schooner Company et est utilisée pour des charters et des croisières de deux heures au départ de Portland.